# پاتریارک‌نشین ارتدکس یونانی انطاکیه

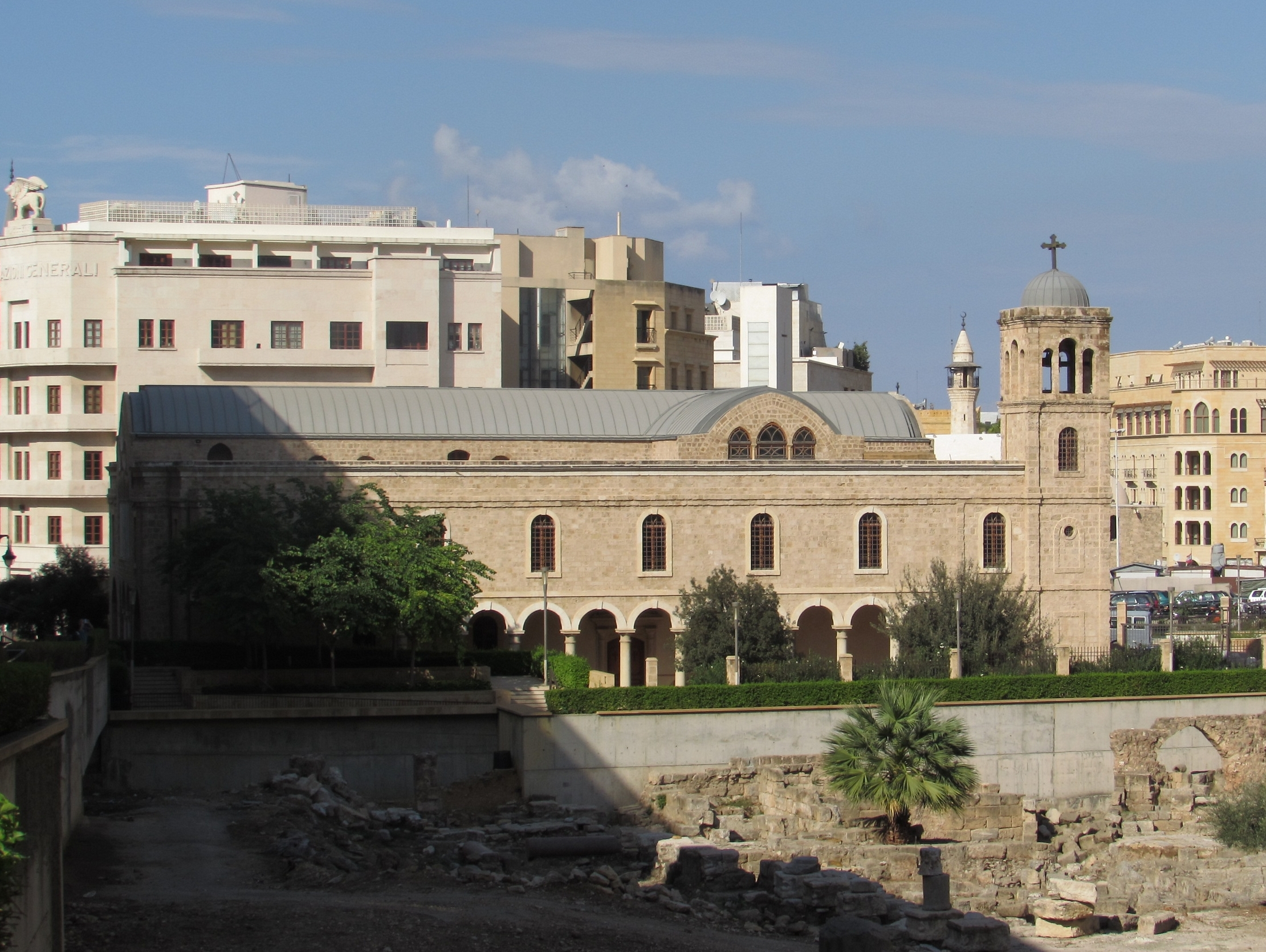
کلیسای جامع ارتدکس یونانی جرجیس قدیس در بیروت

کلیسای ارتدکس یونانی انطاکیه، با عنوان رسمی پاتریارک‌نشین ارتدکس یونانی انطاکیه و همه شرق (به عربی: بطریرکیّة أنطاکیة وسائر المشرق للرّوم الأرثوذکس، ت.ت. 'پاتریارک‌نشین انطاکیه و همه شرق برای رومیان ارتدکس'؛ به انگلیسی: Greek Orthodox Patriarchate of Antioch and All the East؛ به فرانسوی: Patriarcat Grec-Orthodoxe d'Antioche et de tout l'Orient)، یکی از کلیساهای خودمختار ارتدکس شرقی است. این کلیسا که رئیس آن اتریارک ارتدکس یونانی انطاکیه است، خود را جانشین جامعه مذهبی بنیان گذاشته شده توسط دو تن از حواریون، پطرس و پولس، در انطاکیه می‌داند. مقر این کلیسا در دمشق، سوریه است. پاتریارک یوحنا دهم یازجی است.

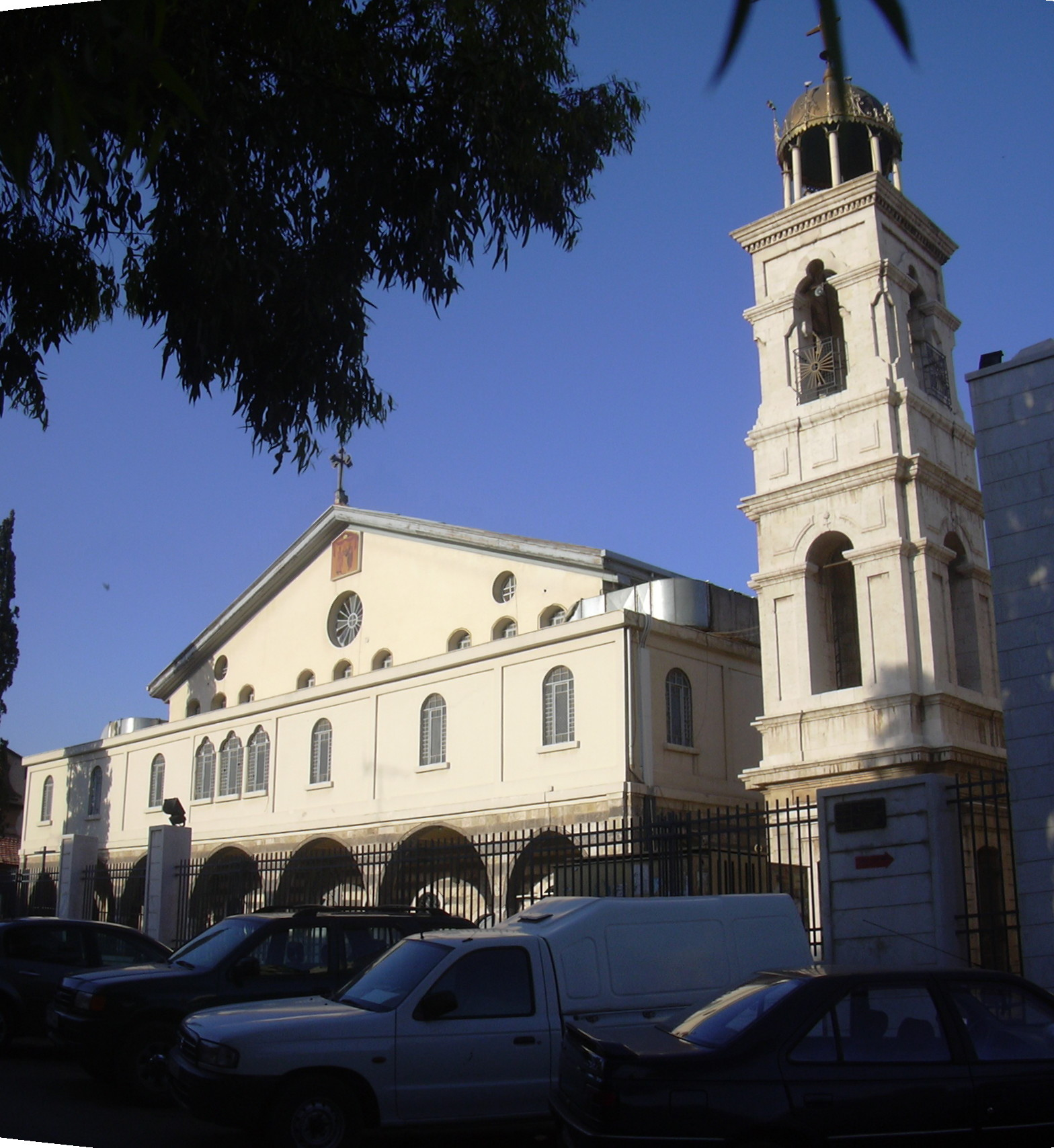
کلیسای جامع مریمیه در دمشق

‏

## مطران‌نشین‌ها
در آسیای غربی:
- مطران‌نشین انطاکیه و دمشق
- مطران‌نشین بغداد و کویت
- مطران‌نشین بصری، حوران و جبل‌العرب
- مطران‌نشین بیروت
- مطران‌نشین جبیل و بترون
- مطران‌نشین حلب و اسکندرون
- مطران‌نشین حمات
- مطران‌نشین حمص
- مطران‌نشین زحله و بعلبک
- مطران‌نشین صور و صیدا
- مطران‌نشین طرابلس و کوره
- مطران‌نشین عکار
- مطران‌نشین لاذقیه

در جاهای دیگر:
- مطران‌نشین استرالیا، نیوزیلند و فیلیپین
- مطران‌نشین آلمان و اروپای مرکزی
- مطران‌نشین آمریکای شمالی
- مطران‌نشین بوئنوس آیرس و همه آرژانتین
- مطران‌نشین جزایر بریتانیا و ایرلند
- مطران‌نشین سانتیاگو و همه شیلی
- مطران‌نشین ساؤپاؤلو و همه برزیل
- مطران‌نشین فرانسه و اروپای غربی و جنوبی
- مطران‌نشین مکزیک، ونزوئلا، آمریکای مرکزی و کارائیب